# 16e étape du Tour d'Espagne 2018
La 16e étape du Tour d'Espagne 2018 se déroule le septembre 2018, entre Santillana del Mar et Torrelavega, sous la forme d'un contre-la-montre individuel tracé sur un parcours de 32 kilomètres.

## Résultats

### Classement de l'étape
| \| Classement de l'étape \| Classement de l'étape \| Classement de l'étape \| Classement de l'étape \| Classement de l'étape \| \| Coureur \| Coureur \| Pays \| Équipe \| Temps \| \| --------------------- \| --------------------- \| --------------------- \| --------------------- \| --------------------- \| \| 1er \| Rohan Dennis \| Australie \| BMC Racing Team \| 37 min 57 s \| \| 2e \| Joey Rosskopf \| États-Unis \| BMC Racing Team \| + 50 s \| \| 3e \| Jonathan Castroviejo \| Espagne \| Team Sky \| + 50 s \| \| 4e \| Steven Kruijswijk \| Pays-Bas \| LottoNL-Jumbo \| + 51 s \| \| 5e \| Michał Kwiatkowski \| Pologne \| Team Sky \| + 51 s \| \| 6e \| Enric Mas \| Espagne \| Quick-Step Floors \| + 1 min 03 s \| \| 7e \| Nélson Oliveira \| Portugal \| Movistar Team \| + 1 min 05 s \| \| 8e \| Laurens De Plus \| Belgique \| Quick-Step Floors \| + 1 min 07 s \| \| 9e \| Simon Geschke \| Allemagne \| Team Sunweb \| + 1 min 10 s \| \| 10e \| Kasper Asgreen \| Danemark \| Quick-Step Floors \| + 1 min 10 s \| |                      |            |                   |              |
| |                      |            |                   |              |
| Source : ProCyclingStats |                      |            |                   |              |
| Classement de l'étape |                      |            |                   |              |
| Coureur | Coureur              | Pays       | Équipe            | Temps        |
| 1er | Rohan Dennis         | Australie  | BMC Racing Team   | 37 min 57 s  |
| 2e | Joey Rosskopf        | États-Unis | BMC Racing Team   | + 50 s       |
| 3e | Jonathan Castroviejo | Espagne    | Team Sky          | + 50 s       |
| 4e | Steven Kruijswijk    | Pays-Bas   | LottoNL-Jumbo     | + 51 s       |
| 5e | Michał Kwiatkowski   | Pologne    | Team Sky          | + 51 s       |
| 6e | Enric Mas            | Espagne    | Quick-Step Floors | + 1 min 03 s |
| 7e | Nélson Oliveira      | Portugal   | Movistar Team     | + 1 min 05 s |
| 8e | Laurens De Plus      | Belgique   | Quick-Step Floors | + 1 min 07 s |
| 9e | Simon Geschke        | Allemagne  | Team Sunweb       | + 1 min 10 s |
| 10e | Kasper Asgreen       | Danemark   | Quick-Step Floors | + 1 min 10 s |

## Classements à l'issue de l'étape

### Classement général
| \| Classement général \| Classement général \| Classement général \| Classement général \| Classement général \| \| Coureur \| Coureur \| Pays \| Équipe \| Temps \| \| ------------------ \| ------------------ \| ------------------ \| ------------------------- \| ------------------ \| \| 1er \| Simon Yates \| Royaume-Uni \| Mitchelton-Scott \| 64 h 52 min 58 s \| \| 2e \| Alejandro Valverde \| Espagne \| Movistar Team \| + 33 s \| \| 3e \| Steven Kruijswijk \| Pays-Bas \| LottoNL-Jumbo \| + 52 s \| \| 4e \| Nairo Quintana \| Colombie \| Movistar Team \| + 1 min 15 s \| \| 5e \| Enric Mas \| Espagne \| Quick-Step Floors \| + 1 min 30 s \| \| 6e \| Miguel Ángel López \| Colombie \| Astana \| + 1 min 34 s \| \| 7e \| Thibaut Pinot \| France \| Groupama-FDJ \| + 2 min 53 s \| \| 8e \| Ion Izagirre \| Espagne \| Bahrain-Merida \| + 3 min 04 s \| \| 9e \| Rigoberto Urán \| Colombie \| EF Education First-Drapac \| + 3 min 15 s \| \| 10e \| Tony Gallopin \| France \| AG2R La Mondiale \| + 4 min 43 s \| |                    |             |                           |                  |
| |                    |             |                           |                  |
| Source : ProCyclingStats |                    |             |                           |                  |
| Classement général |                    |             |                           |                  |
| Coureur | Coureur            | Pays        | Équipe                    | Temps            |
| 1er | Simon Yates        | Royaume-Uni | Mitchelton-Scott          | 64 h 52 min 58 s |
| 2e | Alejandro Valverde | Espagne     | Movistar Team             | + 33 s           |
| 3e | Steven Kruijswijk  | Pays-Bas    | LottoNL-Jumbo             | + 52 s           |
| 4e | Nairo Quintana     | Colombie    | Movistar Team             | + 1 min 15 s     |
| 5e | Enric Mas          | Espagne     | Quick-Step Floors         | + 1 min 30 s     |
| 6e | Miguel Ángel López | Colombie    | Astana                    | + 1 min 34 s     |
| 7e | Thibaut Pinot      | France      | Groupama-FDJ              | + 2 min 53 s     |
| 8e | Ion Izagirre       | Espagne     | Bahrain-Merida            | + 3 min 04 s     |
| 9e | Rigoberto Urán     | Colombie    | EF Education First-Drapac | + 3 min 15 s     |
| 10e | Tony Gallopin      | France      | AG2R La Mondiale          | + 4 min 43 s     |

| Classement par points | Classement par points | Classement par points | Classement par points | Classement par points |
| Coureur               | Coureur               | Pays                  | Équipe                | Points                |
| --------------------- | --------------------- | --------------------- | --------------------- | --------------------- |
| 1er                   | Alejandro Valverde    | Espagne               | Movistar Team         | 116 pts               |
| 2e                    | Peter Sagan           | Slovaquie             | Bora-Hansgrohe        | 83 pts                |
| 3e                    | Dylan Teuns           | Belgique              | BMC Racing Team       | 73 pts                |
| 4e                    | Miguel Ángel López    | Colombie              | Astana                | 71 pts                |
| 5e                    | Benjamin King         | États-Unis            | Dimension Data        | 69 pts                |
| 6e                    | Simon Yates           | Royaume-Uni           | Mitchelton-Scott      | 68 pts                |
| 7e                    | Elia Viviani          | Italie                | Quick-Step Floors     | 66 pts                |
| 8e                    | Michał Kwiatkowski    | Pologne               | Team Sky              | 66 pts                |
| 9e                    | Thibaut Pinot         | France                | Groupama-FDJ          | 56 pts                |
| 10e                   | Ion Izagirre          | Espagne               | Bahrain-Merida        | 56 pts                |

| Classement par points | Classement par points | Classement par points | Classement par points | Classement par points |
| Coureur               | Coureur               | Pays                  | Équipe                | Points                |
| --------------------- | --------------------- | --------------------- | --------------------- | --------------------- |
| 1er                   | Alejandro Valverde    | Espagne               | Movistar Team         | 116 pts               |
| 2e                    | Peter Sagan           | Slovaquie             | Bora-Hansgrohe        | 83 pts                |
| 3e                    | Dylan Teuns           | Belgique              | BMC Racing Team       | 73 pts                |
| 4e                    | Miguel Ángel López    | Colombie              | Astana                | 71 pts                |
| 5e                    | Benjamin King         | États-Unis            | Dimension Data        | 69 pts                |
| 6e                    | Simon Yates           | Royaume-Uni           | Mitchelton-Scott      | 68 pts                |
| 7e                    | Elia Viviani          | Italie                | Quick-Step Floors     | 66 pts                |
| 8e                    | Michał Kwiatkowski    | Pologne               | Team Sky              | 66 pts                |
| 9e                    | Thibaut Pinot         | France                | Groupama-FDJ          | 56 pts                |
| 10e                   | Ion Izagirre          | Espagne               | Bahrain-Merida        | 56 pts                |

| Classement de la montagne | Classement de la montagne | Classement de la montagne | Classement de la montagne  | Classement de la montagne |
| Coureur                   | Coureur                   | Pays                      | Équipe                     | Points                    |
| ------------------------- | ------------------------- | ------------------------- | -------------------------- | ------------------------- |
| 1er                       | Luis Ángel Maté           | Espagne                   | Cofidis, Solutions Crédits | 64 pts                    |
| 2e                        | Thomas De Gendt           | Belgique                  | Lotto-Soudal               | 57 pts                    |
| 3e                        | Benjamin King             | États-Unis                | Dimension Data             | 56 pts                    |
| 4e                        | Bauke Mollema             | Pays-Bas                  | Trek-Segafredo             | 50 pts                    |
| 5e                        | Pierre Rolland            | France                    | EF Education First-Drapac  | 31 pts                    |
| 6e                        | Miguel Ángel López        | Colombie                  | Astana                     | 25 pts                    |
| 7e                        | Thibaut Pinot             | France                    | Groupama-FDJ               | 22 pts                    |
| 8e                        | Simon Yates               | Royaume-Uni               | Mitchelton-Scott           | 22 pts                    |
| 9e                        | Michał Kwiatkowski        | Pologne                   | Team Sky                   | 17 pts                    |
| 10e                       | Alejandro Valverde        | Espagne                   | Movistar Team              | 16 pts                    |

| Classement de la montagne | Classement de la montagne | Classement de la montagne | Classement de la montagne  | Classement de la montagne |
| Coureur                   | Coureur                   | Pays                      | Équipe                     | Points                    |
| ------------------------- | ------------------------- | ------------------------- | -------------------------- | ------------------------- |
| 1er                       | Luis Ángel Maté           | Espagne                   | Cofidis, Solutions Crédits | 64 pts                    |
| 2e                        | Thomas De Gendt           | Belgique                  | Lotto-Soudal               | 57 pts                    |
| 3e                        | Benjamin King             | États-Unis                | Dimension Data             | 56 pts                    |
| 4e                        | Bauke Mollema             | Pays-Bas                  | Trek-Segafredo             | 50 pts                    |
| 5e                        | Pierre Rolland            | France                    | EF Education First-Drapac  | 31 pts                    |
| 6e                        | Miguel Ángel López        | Colombie                  | Astana                     | 25 pts                    |
| 7e                        | Thibaut Pinot             | France                    | Groupama-FDJ               | 22 pts                    |
| 8e                        | Simon Yates               | Royaume-Uni               | Mitchelton-Scott           | 22 pts                    |
| 9e                        | Michał Kwiatkowski        | Pologne                   | Team Sky                   | 17 pts                    |
| 10e                       | Alejandro Valverde        | Espagne                   | Movistar Team              | 16 pts                    |

| Classement du combiné | Classement du combiné | Classement du combiné | Classement du combiné | Classement du combiné |
| Coureur               | Coureur               | Pays                  | Équipe                | Points                |
| --------------------- | --------------------- | --------------------- | --------------------- | --------------------- |
| 1er                   | Alejandro Valverde    | Espagne               | Movistar Team         | 13 pts                |
| 2e                    | Simon Yates           | Royaume-Uni           | Mitchelton-Scott      | 15 pts                |
| 3e                    | Miguel Ángel López    | Colombie              | Astana                | 16 pts                |
| 4e                    | Thibaut Pinot         | France                | Groupama-FDJ          | 23 pts                |
| 5e                    | Steven Kruijswijk     | Pays-Bas              | LottoNL-Jumbo         | 35 pts                |
| 6e                    | Benjamin King         | États-Unis            | Dimension Data        | 35 pts                |
| 7e                    | Michał Kwiatkowski    | Pologne               | Team Sky              | 42 pts                |
| 8e                    | Nairo Quintana        | Colombie              | Movistar Team         | 44 pts                |
| 9e                    | Dylan Teuns           | Belgique              | BMC Racing Team       | 50 pts                |
| 10e                   | Bauke Mollema         | Pays-Bas              | Trek-Segafredo        | 53 pts                |

| Classement du combiné | Classement du combiné | Classement du combiné | Classement du combiné | Classement du combiné |
| Coureur               | Coureur               | Pays                  | Équipe                | Points                |
| --------------------- | --------------------- | --------------------- | --------------------- | --------------------- |
| 1er                   | Alejandro Valverde    | Espagne               | Movistar Team         | 13 pts                |
| 2e                    | Simon Yates           | Royaume-Uni           | Mitchelton-Scott      | 15 pts                |
| 3e                    | Miguel Ángel López    | Colombie              | Astana                | 16 pts                |
| 4e                    | Thibaut Pinot         | France                | Groupama-FDJ          | 23 pts                |
| 5e                    | Steven Kruijswijk     | Pays-Bas              | LottoNL-Jumbo         | 35 pts                |
| 6e                    | Benjamin King         | États-Unis            | Dimension Data        | 35 pts                |
| 7e                    | Michał Kwiatkowski    | Pologne               | Team Sky              | 42 pts                |
| 8e                    | Nairo Quintana        | Colombie              | Movistar Team         | 44 pts                |
| 9e                    | Dylan Teuns           | Belgique              | BMC Racing Team       | 50 pts                |
| 10e                   | Bauke Mollema         | Pays-Bas              | Trek-Segafredo        | 53 pts                |

| Classement par équipes | Classement par équipes                   | Classement par équipes | Classement par équipes |
| Équipe                 | Équipe                                   | Pays                   | Temps                  |
| ---------------------- | ---------------------------------------- | ---------------------- | ---------------------- |
| 1re                    | Movistar Team                            | Espagne                | 194 h 50 min 08 s      |
| 2e                     | Bahrain-Merida                           | Bahreïn                | + 47 s                 |
| 3e                     | Bora-Hansgrohe                           | Allemagne              | + 29 min 05 s          |
| 4e                     | Sky                                      | Royaume-Uni            | + 31 min 49 s          |
| 5e                     | Lotto NL-Jumbo                           | Pays-Bas               | + 42 min 10 s          |
| 6e                     | AG2R La Mondiale                         | France                 | + 42 min 31 s          |
| 7e                     | EF Education First-Drapac p/b Cannondale | États-Unis             | + 44 min 05 s          |
| 8e                     | Dimension Data                           | Afrique du Sud         | + 50 min 14 s          |
| 9e                     | Astana                                   | Kazakhstan             | + 58 min 32 s          |
| 10e                    | Mitchelton-Scott                         | Australie              | + 1 h 00 min 36 s      |

| Classement par équipes | Classement par équipes                   | Classement par équipes | Classement par équipes |
| Équipe                 | Équipe                                   | Pays                   | Temps                  |
| ---------------------- | ---------------------------------------- | ---------------------- | ---------------------- |
| 1re                    | Movistar Team                            | Espagne                | 194 h 50 min 08 s      |
| 2e                     | Bahrain-Merida                           | Bahreïn                | + 47 s                 |
| 3e                     | Bora-Hansgrohe                           | Allemagne              | + 29 min 05 s          |
| 4e                     | Sky                                      | Royaume-Uni            | + 31 min 49 s          |
| 5e                     | Lotto NL-Jumbo                           | Pays-Bas               | + 42 min 10 s          |
| 6e                     | AG2R La Mondiale                         | France                 | + 42 min 31 s          |
| 7e                     | EF Education First-Drapac p/b Cannondale | États-Unis             | + 44 min 05 s          |
| 8e                     | Dimension Data                           | Afrique du Sud         | + 50 min 14 s          |
| 9e                     | Astana                                   | Kazakhstan             | + 58 min 32 s          |
| 10e                    | Mitchelton-Scott                         | Australie              | + 1 h 00 min 36 s      |